# Gymnoscelis palmata
Gymnoscelis palmata là một loài bướm đêm trong họ Geometridae.